# Leistungsstörung
Leistungsstörung ist ein in der Rechtswissenschaft verwendeter Rechtsbegriff für verschiedene Fälle, in denen sich die Parteien eines Schuldverhältnisses nicht so verhalten, wie es der Zweck dieses Schuldverhältnisses – die Erbringung einer bestimmten Leistung durch den Schuldner an den Gläubiger – erfordert. Der Begriff wurde vermutlich von Heinrich Stoll geprägt, der 1936 eine Denkschrift des Ausschusses für Personen-, Vereins- und Schuldrecht der Akademie für Deutsches Recht mit dem Titel Die Lehre von den Leistungsstörungen vorlegte.
Zu den Leistungsstörungen werden insbesondere die Nichterfüllung, Unmöglichkeit der Leistung, der Verzug des Schuldners und des Gläubigers und die Fälle der Schlechtleistung gezählt. Im Einzelnen besteht keine volle Einigkeit über die Abgrenzung des Leistungsstörungsrechts.

## Beispiele
Von Unmöglichkeit der Leistung spricht man, wenn der Schuldner die Leistung, zu der er aufgrund des Schuldverhältnisses verpflichtet ist, nicht mehr erbringen kann. Wer einen PKW verkauft hat, schuldet dem Käufer die Übergabe und Übereignung dieses PKW. Wird der Wagen bei einem Verkehrsunfall völlig zerstört, ist die Erbringung der geschuldeten Leistung unmöglich.
Der Schuldner kommt in Verzug, wenn er die Leistung nicht erbringt, obgleich sie möglich ist und er durch eine Mahnung dazu aufgefordert wurde. Dies ist etwa der Fall, wenn der Käufer eines PKW dem Verkäufer den Kaufpreis nicht zahlt, obwohl dieser ihn dazu auffordert.
Weigert sich der Käufer den PKW, den ihm der Verkäufer vertragsgemäß liefern will, entgegenzunehmen, so kommt er in Gläubigerverzug.
Von Schlechtleistung spricht man etwa dann, wenn der verkaufte PKW zwar wie vereinbart an den Käufer geliefert wird, aber einen Motorschaden hat und deshalb unbrauchbar ist.

## Gesetzliche Regelung in Deutschland
Das Leistungsstörungsrecht ist im BGB größtenteils in den § 275 bis § 304 BGB und § 320 bis § 326 BGB geregelt. Spezielle Regelungen zur Schlechtleistung bei besonderen Verträgen finden sich in den Bestimmungen zur Gewährleistung etwa im Kaufrecht (§§ 434 ff. BGB) und im Recht des Werkvertrages (§§ 633 ff. BGB).
Im Rahmen der Schuldrechtsreform von 2001/2002 wurde das Leistungsstörungsrecht durchgreifend geändert. Kern der Neuregelung ist die Einführung des Oberbegriffs der Pflichtverletzung für einige (aber nicht alle) Formen von Leistungsstörungen.

## Gesetzliche Regelungen in Österreich
Das Leistungsstörungsrecht des ABGB (§§ 922 ff.) ist dreigliedrig: Man unterscheidet nachträgliche Unmöglichkeit der Leistung, Verzug (zusammen auch als Nichterfüllung bezeichnet) und Gewährleistung (auch Schlechterfüllung genannt.) Eine EG-Richtlinie machte wie in Deutschland im Jahre 2002 eine Änderung des Leistungsstörungsrechtes notwendig.